# Par de Lax
En la mecánica clásica el estado de un sistema se especifica por un punto en el espacio fase o espacio fásico. En general es un espacio de dimensión par con coordenadas de posición {\displaystyle q_{i}\,(t)} y momento {\displaystyle p_{i}\,(t)}. La evolución del sistema en el tiempo se describe especificando al hamiltoniano, que es una función definida sobre el espacio fase y se denota por {\displaystyle H(q_{i},\,p_{i})}. Las ecuaciones de movimiento, dado el hamiltoniano, son un sistema de ecuaciones diferenciales de primer orden:
| {\displaystyle {\frac {dq_{i}}{dt}}\,} | {\displaystyle ={\frac {\partial H}{\partial p_{i}}},}  |
| {\displaystyle {\frac {dp_{i}}{dt}}\,} | {\displaystyle =-{\frac {\partial H}{\partial q_{i}}}.} |
En el contexto de los sistemas hamiltonianos integrables es que aparece el concepto de par de Lax y se define como sigue.

## Definición.
El par de Lax {\displaystyle L,\,M} consiste de dos matrices u operadores en un espacio de Hilbert. Con ayuda del par de Lax es posible escribir las ecuaciones de movimiento de Hamilton de la siguiente forma:
| {\displaystyle {\frac {d\,L}{dt}}\equiv {\dot {L}}=[M,\,L],} |
donde {\displaystyle [M,\,L]=ML-LM} denota al conmutador de las matrices {\displaystyle M} y {\displaystyle L}. La característica más importante de la existencia del par de Lax, radica en que permite construir de una forma simple las cantidades conservadas del sistema. La observación clave es la siguiente. La solución a la ecuación de evolución de {\displaystyle L} es de la forma
| {\displaystyle L(t)=a^{-1}(t)\,L(0)\,a(t),} |
donde la matriz invertible {\displaystyle a(t)} es determinada por la ecuación
| {\displaystyle M={\frac {d\,a}{dt}}\,a^{-1}.} |
De aquí se sigue que si {\displaystyle F(L)} es una función invariante de {\displaystyle L}, tal que {\displaystyle L\to aLa^{-1}}, entonces {\displaystyle F(L\,(t))} es una constante de movimiento. Dichas funciones son funciones de los eigenvalores o valores propios de {\displaystyle L}. Se dice entonces que la ecuación de evolución para {\displaystyle L} es isoespectral, lo que significa que el espectro de {\displaystyle L} se conserva con la evolución en el tiempo.
La representación del par de Lax para un sistema dado no es única. Hay una norma que puede modificar las matrices, pero deja invariante la ecuación diferencial de {\displaystyle L}:
| {\displaystyle L\to aLa^{-1},}                        |
| {\displaystyle M\to aMa^{-1}+{\frac {da}{dt}}a^{-1},} |
donde {\displaystyle a} es una matriz invertible.

## Oscilador armónico.
Sean
| {\displaystyle L={\begin{pmatrix}p&\omega q\\\omega q&-p\end{pmatrix}},} |  | {\displaystyle M={\begin{pmatrix}0&-\omega /2\\\omega /2&0\end{pmatrix}}.} |
Este par de Lax es equivalente a las ecuaciones de movimiento de un oscilador armónico:
| {\displaystyle {\dot {q}}=p,}             |
| {\displaystyle {\dot {p}}=-\omega ^{2}q.} |
Observemos que el hamiltoniano {\displaystyle H} se puede escribir como {\displaystyle Tr(L^{2})/4}. Este ejemplo se puede generalizar a un número n de osciladores armónicos independientes escribiendo {\displaystyle L,\,M} en forma diagonal por bloques. Cada bloque es una matriz de {\displaystyle 2\,\times \,2} como las mostradas arriba. En este caso las cantidades conservadas son {\displaystyle Tr\,(L^{2p})=2\,\sum \,(2\,F_{i})^{p}}, donde {\displaystyle 2\,F_{i}=p_{i}^{2}+\omega ^{2}\,q_{i}^{2}} y {\displaystyle Tr\,(L^{2\,p+1})=0}, de tal forma que son equivalentes al conjunto de {\displaystyle F_{i}}.

## Ecuación de Korteweg-deVries.
La formulación en términos del par de Lax, de la evolución temporal de un sistema dinámico, fue desarrollada por Peter Lax en el contexto de la propagación de ondas no lineales en medios continuos. En el método de dispersión inversa se hace uso del par de Lax para resolver una gran variedad de sistemas no lineales que aparecen en la física. De particular importancia es la ecuación de Korteweg-de Vries (KdV),
| {\displaystyle {\frac {\partial u}{\partial t}}+{\frac {\partial ^{3}u}{\partial x^{3}}}+u\,{\frac {\partial u}{\partial x}}=0.} |
KdV tienen soluciones suaves para todo tiempo (positivo y negativo) dada una condición inicial que también sea suficientemente suave, digamos de clase {\displaystyle C^{3}}. La solución de onda solitaria es una solución especial dada por la expresión siguiente
| {\displaystyle u(x,\,t)=12\,c^{2}\,sech^{2}[c\,(x-4\,c^{2}\,t)].} |
Estas ondas se mueven a la derecha con velocidad {\displaystyle 4\,c^{2}}. Notemos que su amplitud depende de la rapidez de la onda; es decir, cuanto mayor sea la amplitud de las ondas mayor será su rapidez.
El descubrimiento de la dispersión elástica de solitones de la ecuación KdV alentó su investigación, convirtiéndose en un gran progreso teórico ya que proveyó de un método para resolver analíticamente sistemas no lineales. El descubrimiento teórico original fue hecho en la Universidad de Princeton, en los Estados Unidos, por Gardner, Greene, Kruskal y Miura. Posteriormente otros investigadores clarificaron y simplificaron la teoría y, en última instancia, construyeron muchos más ejemplos de estos sistemas especiales. Uno de los primeros artículos de investigación que tuvo una enorme influencia en el desarrollo del tema fue el artículo de 1968 de Peter Lax. Gardner, Greene, Kruskal y Miura habían hallado que los valores propios del operador de Schrödinger
| {\displaystyle L=D^{2}+{\frac {1}{6}}u,} |  | {\displaystyle \left(D={\frac {d}{dx}}\right)} |
eran constantes en el tiempo si {\displaystyle u\,(t)} evoluciona de acuerdo con la ecuación de KdV. Los primeros artículos de investigación en el área eran complicados dados los extensos cálculos que acompañaron los descubrimientos originales. Lax simplificó y clarificó conceptualmente la situación introduciendo el esquema de Heisenberg o de operadores que ahora se conoce como par de Lax.
La ecuación de KdV se puede escribir en términos del par de Lax dadas las matrices {\displaystyle L,\,M}:
| {\displaystyle L=D^{2}+{\frac {1}{6}}u,} |  | {\displaystyle M=-4\,D^{3}+{\frac {1}{2}}\,(u\,D+D\,u),} |
donde la matriz {\displaystyle M} es un operador adjunto de tercer orden no simétrico.
Se debe hacer notar que aunque un par de Lax nos provee de cantidades conservadas no hace referencia a los paréntesis de Poisson. Sin embargo, la noción de sistema integrable según Liouville, requiere conocer una estructura de Poisson junto con la propiedad de involución de las cantidades conservadas. Se puede mostrar la forma general de los paréntesis de Poisson en relación con los elementos matriciales del par de Lax que garantiza la propiedad de involución de las cantidades conservadas.